# Kara Karajev
Kara Karajev (azeri: Qara Əbülfəz oğlu Qarayev, russisk: Кара́ Абульфа́з оглы́ Кара́ев, tr. Kará Abulfáz oglý Karájev; født 5. februar 1918 i Baku, Baku guvernement, død 13. maj 1982 i Moskva, Sovjetunionen) var en sovjetisk/aserbajdsjansk komponist, dirigent, pianist og lærer.
Karaev studerede hos Dmitrij Sjostakovitj på Moskvas musikkonservatorium.
Han har skrevet tre symfonier, hvoraf den 3. for kammerorkester er mest kendt. Han har også skrevet orkesterværker, klaverstykker, operaer, balletmusik og filmmusik.

## Udvalgte værker
- Symfoni nr. 1 "Til minde om heltene i den patriotiske krig" (1943) - for orkester
- Symfoni nr. 2 (1946) - for orkester
- Symfoni nr. 3 (1965) - for kammerorkester
- Vejen af Torden (1957) - ballet
- Moderland (1943) - opera
- 6 stykker for børn (1952) - for klaver
- Leyli & Majnun (1947) - (Symfonisk digtning) - for orkester
- Don Quixote (1960) (Symfoniske skitser) - for orkester
- Det Kaspiske hav (1942) - filmmusik
- Syv skønheder (1948) - for orkester
- Violinkoncert (1967) - for violin og orkester

Filmmusik
- Don Quijote
- Urok istorii
- Zolotoj esjelon